# Швеція на зимових Олімпійських іграх 1952
Швеція брала участь у Зимових Олімпійських іграх 1952 року в Осло (Норвегія) вшосте за свою історію, і завоювала чотири бронзові медалі. Збірну країни представляли 64 спортсмени (55 чоловіків та 9 жінок) у 8 видах спорту.

## Бронза
- Ковзанярський спорт, 10 000 метрів, чоловіки — Карл Ерік Асплунд.
- Лижні перегони, 4х10 км, естафета, чоловіки — Нільс Тепп, Сігурд Андерссон, Енар Юсефссон, Мартін Лундстрем.
- Стрибки з трампліна, чоловіки — Карл Хольмстрем.
- Хокей, чоловіки — Збірна Швеції з хокею

| Ларс Свенссон   |  | Свен Тумба-Юганссон |  |  |
| Турда Флудквіст |  | Єста Юганссон       |  |  |
| Руне Юганссон   |  | Ларс Петтерсон      |  |  |
| Оке Андерссон   |  | Ганс Еберг          |  |  |
| Йоте Альмквіст  |  | Стіг Твіллінг       |  |  |
| Ларс Бйорн      |  | Ганс Твіллінг       |  |  |
| Свен Тунман     |  | Ерік Юганссон       |  |  |
| Йоте Блумквіст  |  | Гольгер Нурмела     |  |  |